# 西山大橋
 西山大橋（にしやまおおはし）は、福島県河沼郡柳津町にある道路橋である。

## 概要
- 全長：102.5m
  - 主径間：70.9m
- 幅員：6.0（9.75m）[1]
- 形式：3径間鋼方杖ラーメン橋
- 竣工：1996年
- 施工：石川島播磨重工業・住友重機械工業[2]

北詰は柳津町五畳敷、南詰は柳津町砂子原に位置し、一級水系阿賀野川水系滝谷川を渡る。福島県道32号柳津昭和線を通し、橋上は上下対向2車線で供用され、下り線側に歩道が整備されている。当橋梁が位置する西山地区は西山温泉の温泉街が広がっているが、急勾配、急カーブが続く狭隘路線であり、特に冬季間の安全性が保たれていなかった。このため1994年度にマイロード事業に認定され、西山工区（全長1,536m）の改良事業として事業化され、1996年12月11日に開通した。

## 周辺
- 西山温泉 (福島県)